# Мира Гинзбург
Мира Гинсбург (на немски: Mira Gincburg), (алтернативно писане – на немски: Mira Ginzburg) е швейцарски психоаналитик.

## Биография
Родена е през 1884 година в Лодз, Полша, в семейство на руски евреи. През 1901 заминава за Берн да учи медицина, а през 1903 се мести в Цюрих и прекратява обучението си. На следващата 1904 година го продължава. Завършва през 1909 с дисертация на тема „За ефекта на неорганичните соли върху електрическата възбудимост на нервите“.
После отива в Цюрих, където работи в клиниката Бургхьолцли и е ученичка на Карл Густав Юнг. Там се запознава с Емил Оберхолцер и двамата се оженват през 1913 г. Две години по-рано Мира Гинзбург по предложение на Макс Айтингон отива в Берлин и става първата жена член на Берлинското психоаналитично общество. Същата година се присъединява и към Цюрихската работна група за психоанализа. След 1913 г. Мира Оберхолцер работи в клиниката Брейтенау. През 1919 г. двамата с мъжа ѝ стават учредители на Швейцарското общество за психоанализа. През 1922 г. Мира отива във Виена, където е анализирана от Зигмунд Фройд.
Мира и Емил Оберхолцер емигрират през 1938 г. в САЩ, където тя си отваря частна практика.
Умира през 1949 година в Ню Йорк от рак.